# ذياب عبيد
ذياب حسن عبيد عبد القادر (أبو غازي؛ 1911 – 18 فبراير 1984) هو سياسي فلسطيني، يُعد أحد أبرز الأعضاء العرب في الكنيست الإسرائيلي، إذ كان عضوًا في الكنيست منذ عام 1961 وحتى عام 1974، كما تولى منصب مستشار وزير الزراعة الإسرائيلي ونائبًا لوزير الزراعة الإسرائيلي للشؤون العربية، وكان من أبرز شخصيات القائمتين السياسيتين العربيتين مشاركة وأخوة [الإنجليزية] وشراكة وتطوير [الإنجليزية]، وهو أحد أعضاء حزب العمال الإسرائيلي "ماباي".

## سيرته
وُلِد ذياب حسن عبيد عبد القادر عام 1911 في بلدة الطيبة في قضاء طولكرم، وانتقل للإقامة إلى مدينة طولكرم المجاورة، فتلقى تعليمه في مدارس مدينة طولكرم، وعمل بعد ذلك تاجرًا في المدينة حتى عام 1936، وتزوج من «سعدة أحمد دعمة» من المدينة والتي أنجب منها عدة أبناء ولاحقًا أحفاد.
عقب اندلاع الثورة الفلسطينية الكبرى عام 1936 في منطقة طولكرم فقد انضم ذياب لها برفقة أخيه الأكبر «كامل»، وأصبحا أحد عناصر عارف عبد الرازق الذي كان من قادة الثورة، وعلى إثر اشتداد الأحداث فقد اضطر ذياب لمغادرة مدينة طولكرم متوجهًا إلى بلدة جبشيت في جنوب لبنان عام 1937 برفقة زوجته «سعدة دعمة» وابنتيه «عليا» و«ندى»، حيث عاش هناك في منزل عمه «علي عبيد» (أبو أحمد) وهو والد الشيخ عبد الكريم عبيد.
في عام 1944 عاد إلى فلسطين قادمًا من لبنان، وعمل تاجرًا للمنتجات الزراعية وبخاصة الحمضيات، وأصبح عضوًا في مجلس تجار منطقة يافا ومحيطها، وفي عام 1948 عاد للإقامة في مدينة طولكرم وبقي فيها حتى عام 1949، وفي عام 1949 انتقل إلى الطيبة، وأصبح عام 1951 عضوًا في مجلس الطيبة المحلي حتى عام 1958 وذلك لثلاثة مجالس محلية، كما كان أحد أعضاء حزب العمال الإسرائيلي "ماباي".
اُنتخب عام 1961 عضوًا في الكنيست الإسرائيلي على رأس القائمة العربية مشاركة وأخوة [الإنجليزية]، فصار عضوًا في الكنيست لدورته الخامسة (1961–1965)، ثم أُعيد انتخابه مجددًا لدورة الكنيست السادسة (1965–1969)، كما أُعيد انتخابه لدورة الكنيست السابعة (1969–1974).
طيلة فترة عضويته في الكنيست الإسرائيلي فقد كان عضوًا في كافة لجان الكنيست وهي: لجنة الاقتصاد، ولجنة الدستور والقانون والقضاء، ولجنة العمل، ولجنة الخدمات العامة، ولجنة التربية والتعليم، ولجنة الإصلاحات التربوية، ولجنة تعيين القضاة الشرعيين.
في 6 أغسطس 1974 تولى منصب مستشار وزير الزراعة الإسرائيلي ونائبًا لوزير الزراعة الإسرائيلي لشؤون الوسط العربي.

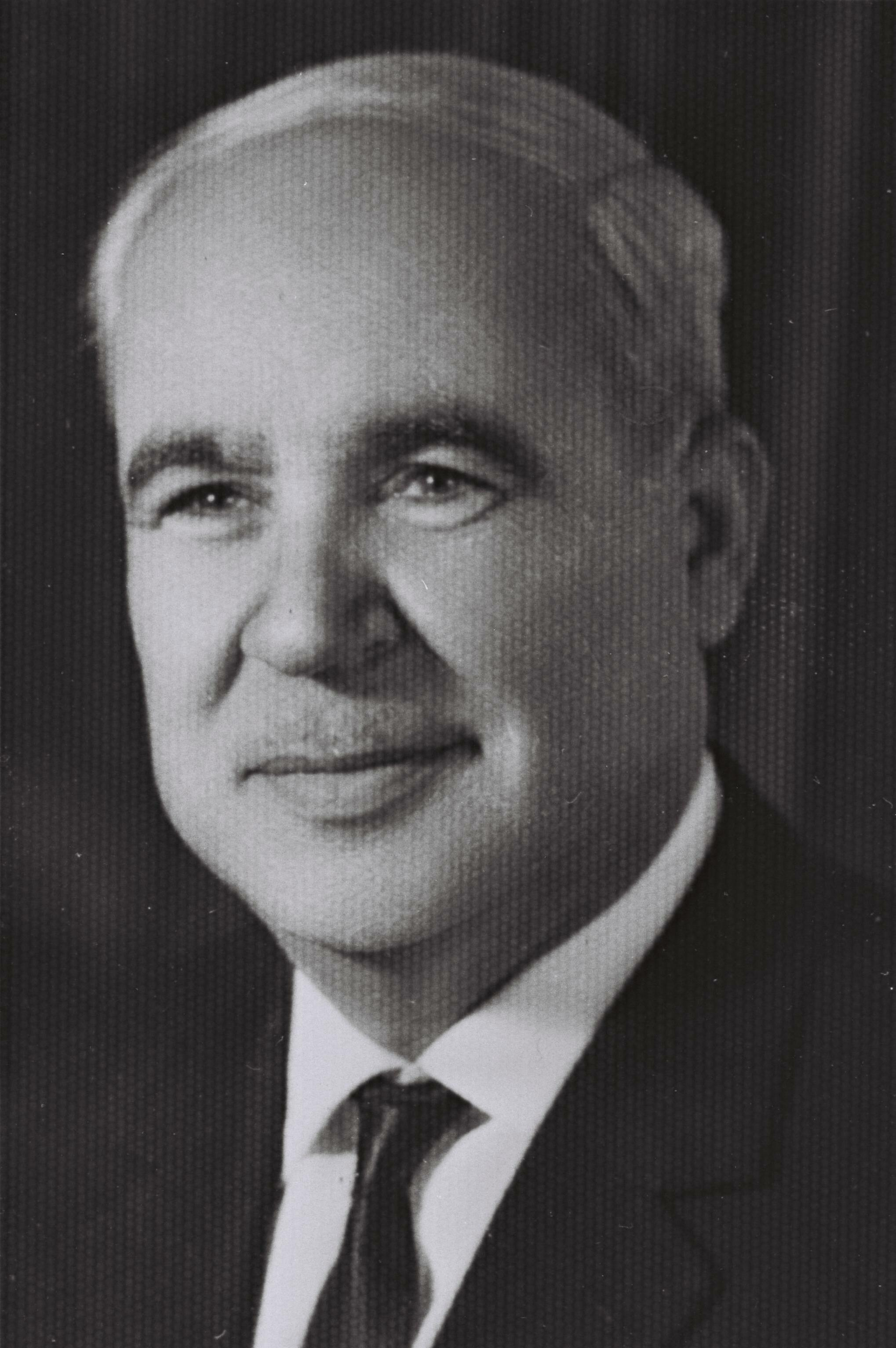
ذياب عبيد

## حياته الشخصية
ذياب عبيد متزوج من «سعدة أحمد دعمة» من مدينة طولكرم، وله منها عدة أبناء وأحفاد، فَمِن أبنائه «زياد» و«علي» و«غازي» و«فاروق» و«عليا» و«ندى» و«عائدة»، وقد تزوجت ابنته «عائدة» من «عدنان عبد الرحمن دعمة» من مدينة طولكرم، في حين تزوجت ابنته «ندى» من «حسن كامل عبيد» وأنجبت منه ابنها قيس عبيد الذي يعمل مستشارًا لحسن نصر الله، كما أن ابن عم ذياب هو الشيخ عبد الكريم عبيد أحد قادة حزب الله ويشغل منصب معاون رئيس المجلس التنفيذي للحزب.

## وفاته
تُوفي ذياب عبيد بتاريخ 18 فبراير 1984 عن عمر ناهز 72 عامًا إثر نوبة قلبية حادة، وقد شُيع جثمانه في بلدة الطيبة بحضور الآلاف الذي قدِموا من مختلف المناطق، وكان من بين الحضور في موكب تشييعه شخصيات سياسية وأعضاء كنيست وممثلين حكوميين ورسميين وأعضاء أحزاب ورجالات دين ورؤساء البلديات في الضفة الغربية ورؤساء البلديات العرب في إسرائيل.
جرى نعيه من قبل عددٍ من الشخصيات الفلسطينية، كما نعاه عددٌ من السياسييين الإسرائيليين كان منهم شمعون بيريز وحاييم بارليف ورعنان كوهين [الإنجليزية] ومستشار رئيس الوزراء الإسرائيلي "بنيامين غور إيه" وغيرهم.

### تأبينه
في 24 مارس 1984 أُقيم لذياب عبيد في بلدة الطيبة حفل تأبيني بذكرى مرور 40 يومًا على رحيله حضره حوالي عشرة آلاف من كافة المناطق، منهم شخصيات سياسية وعامة فلسطينية وإسرائيلية وعربية وأعضاء كنيست ورجال دين وقُضاة وأعضاء أحزاب ورؤساء بلديات، وكان من أبرز الحضور كلٌ من النائب الأردني زياد يونس نزال والسياسي الإسرائيلي شمعون بيريز والسياسية الإسرائيلية شوشانا أربيلي وعضو الكنيست زيدان عطشي، وقد بدأ الحفل التأبيني بالوقوف دقيقة حداد على روح الراحل ذياب ثم تلاوة القرآن من مقرئ المسجد الأقصى الشيخ عبد الله يوسف.
وألقى شمعون بيريز الكلمة المركزية للحفل واصفًا ذياب عبيد بأنه "رجل السلام"، وقال بيريز في كلمته: "أقول بأن ذياب كان أحد المناضلين من أجل السلام القائم على احترام الحقوق المتبادل، وآمن بنظرية المرحوم ذياب الكثيرون من المواطنين العرب الذين لا تقل محبتهم للسلام عن نسبة اليهود، إن لم تكن أكثر. إن على الشعبين أن يعملا بروح عبيد المحب للسلام".

## وصلات خارجية
- ذياب عبيد، وكالة الأنباء والمعلومات الفلسطينية.